# Orogenia (planta)
Orogenia es un género  de plantas herbáceas perteneciente a la familia de las apiáceas.    Comprende 3 especies descritas.

## Taxonomía
El género fue descrito por Sereno Watson y publicado en United States Geological Expolration of the Fortieth Parallel. Vol. 5, Botany 120. 1871. La especie tipo es: Orogenia linearifolia S.Watson

## Especies
A continuación se brinda un listado de las especies del género Orogenia (planta) aceptadas hasta septiembre de 2012, ordenadas alfabéticamente. Para cada una se indica el nombre binomial seguido del autor, abreviado según las convenciones y usos.
- Orogenia fusiformis S.Watson
- Orogenia leibergii (J.M. Coult. & Rose) Rydb.
- Orogenia linearifolia S.Watson